# Carlo Collodi
Pour les articles homonymes, voir Collodi (homonymie) et Lorenzini.
Œuvres principales
- Les Aventures de Pinocchio (1883)

Carlo Lorenzini (Florence, 24 novembre 1826 - ibidem, 26 octobre 1890) est un journaliste et écrivain italien. Critique dramatique en complément de son métier de fonctionnaire affecté à la censure, il est l'auteur, sous le pseudonyme de Carlo Collodi, du chef-d'œuvre mondial de la littérature enfantine Les Aventures de Pinocchio.

## Biographie

### Jeunesse d'ancien régime.

#### Fils de domestiques (1826-1841).

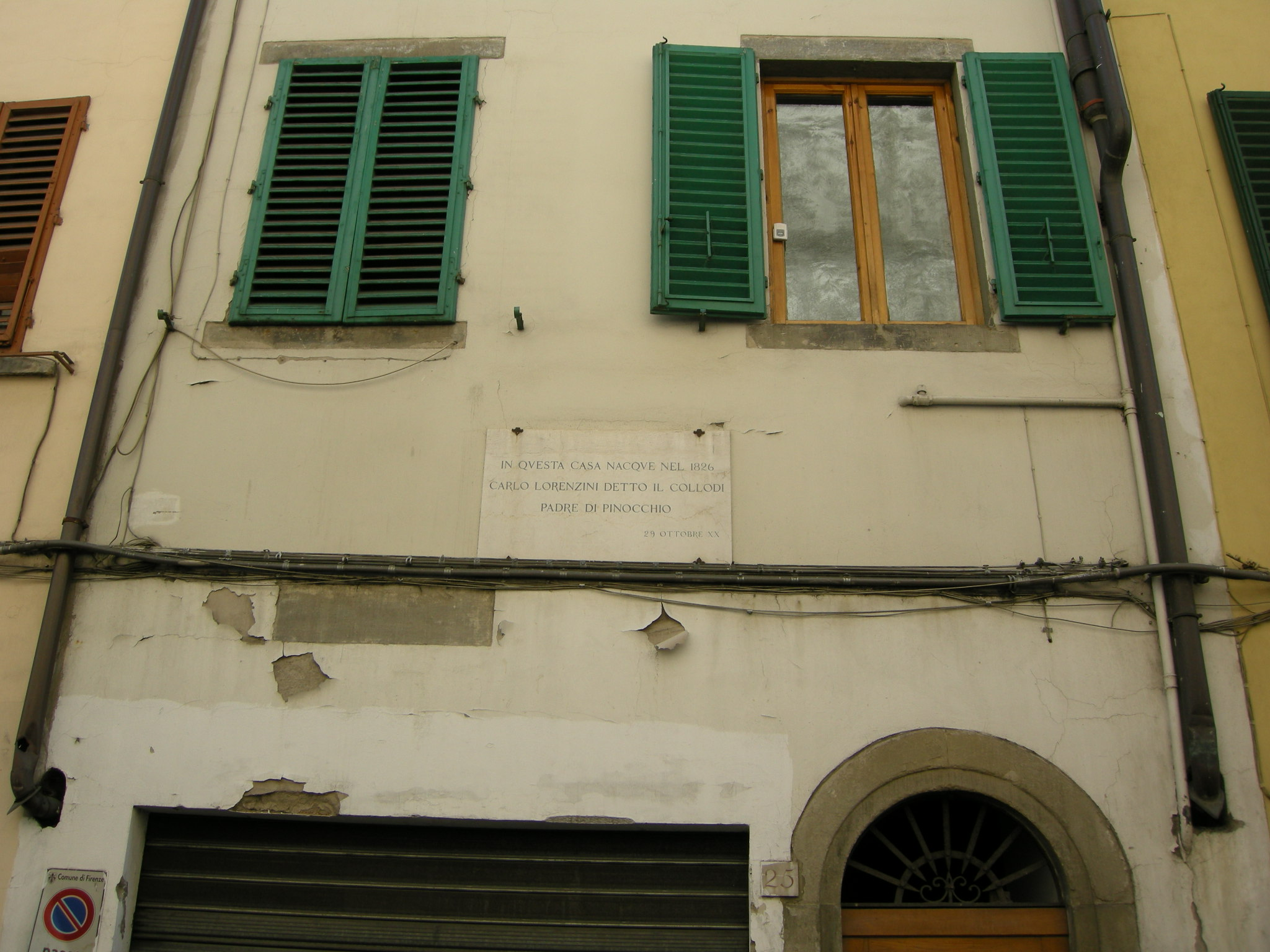
Maison natale de Carlo Lorenzini via Taddea, à Florence.

Carlo Lorenzini est l'un des dix enfants du cuisinier et d'une femme de chambre du marquis Ginori (it), propriétaire florentin de la célèbre manufacture de porcelaine Ginori de Doccia. Son père, Domenico, est né en 1795 à Cortone, dans le sud-est de la Toscane. Sa mère, née Angiolina Orzali à Veneri, près de Collodi, entre Pistoia et Lucques, est fille de fermier.

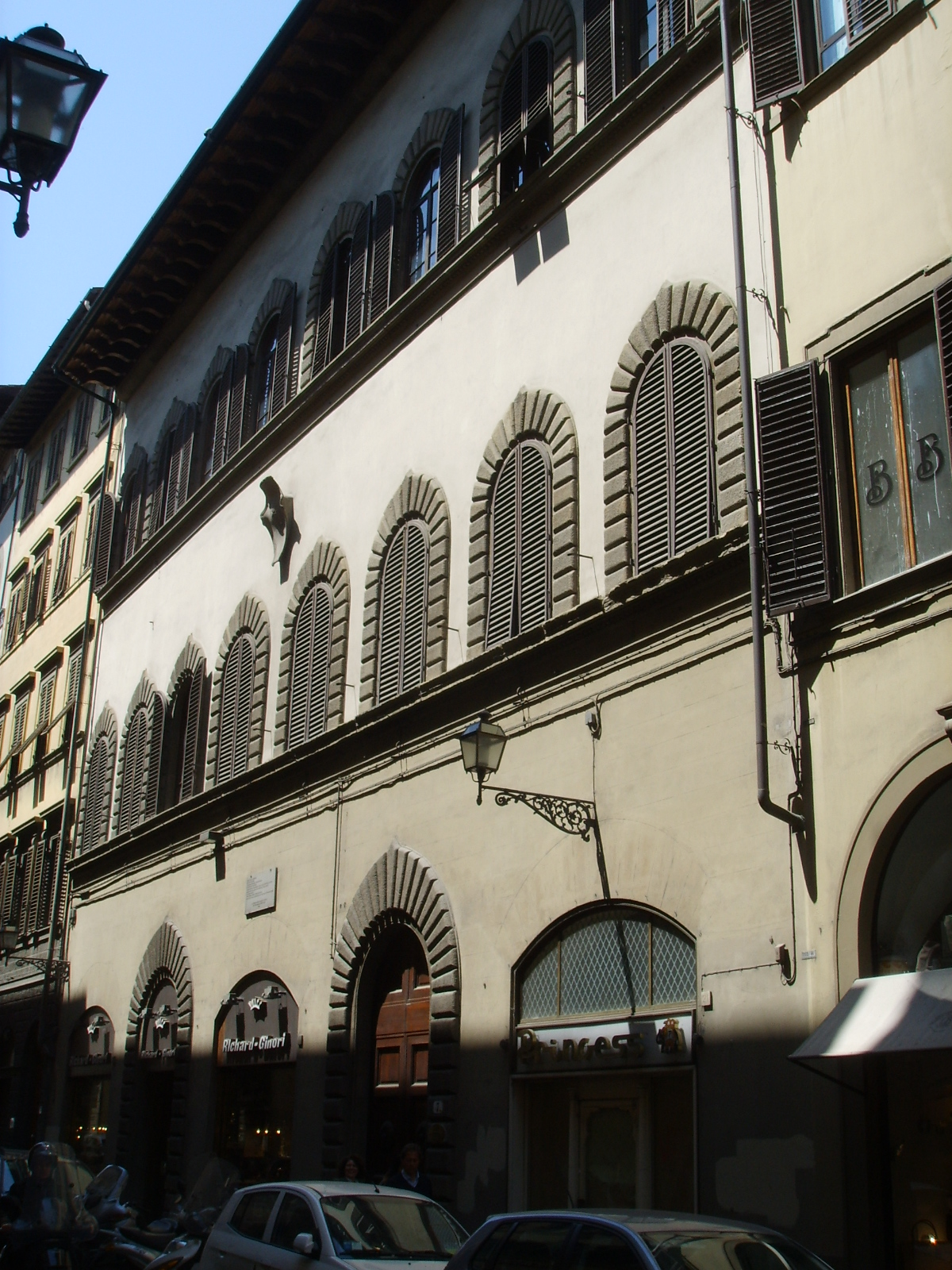
Hôtel particulier Ginori à Florence, annexe où était logé l'écolier Lorenzini.

Ses parents le font baptiser à la basilique San Lorenzo de Florence et peuvent, dans un premier temps, le garder près d'eux, au palais Ginori (it). À l'âge de trois ans, l'enfant est confié à son oncle maternel Giuseppe et sa tante Teresa, qui habitent Collodi. Le journaliste prendra en 1856 pour pseudonyme le nom de ce souvenir d'enfance, en hommage, dira-t-il, à sa mère, avec laquelle il habitera après le veuvage et jusqu'à la mort de celle-ci, de 1848 à 1862.
Ce séjour champêtre ne dure que deux années. En 1831, l'oncle est embauché comme peintre par le marquis de Ginori (it). Il vient habiter avec sa femme et son neveu dans un hôtel particulier que le marquis possède à Florence rue des Rondinelli (it), mais le jeune Lorenzini continue d'être élevé par sa tante. Promis, en raison de ses dispositions intellectuelles, à la prêtrise, il est inscrit à onze ans, par le marquis, au petit séminaire de Colle di Val d'Elsa.

#### S'extraire de sa condition (1842-1848).

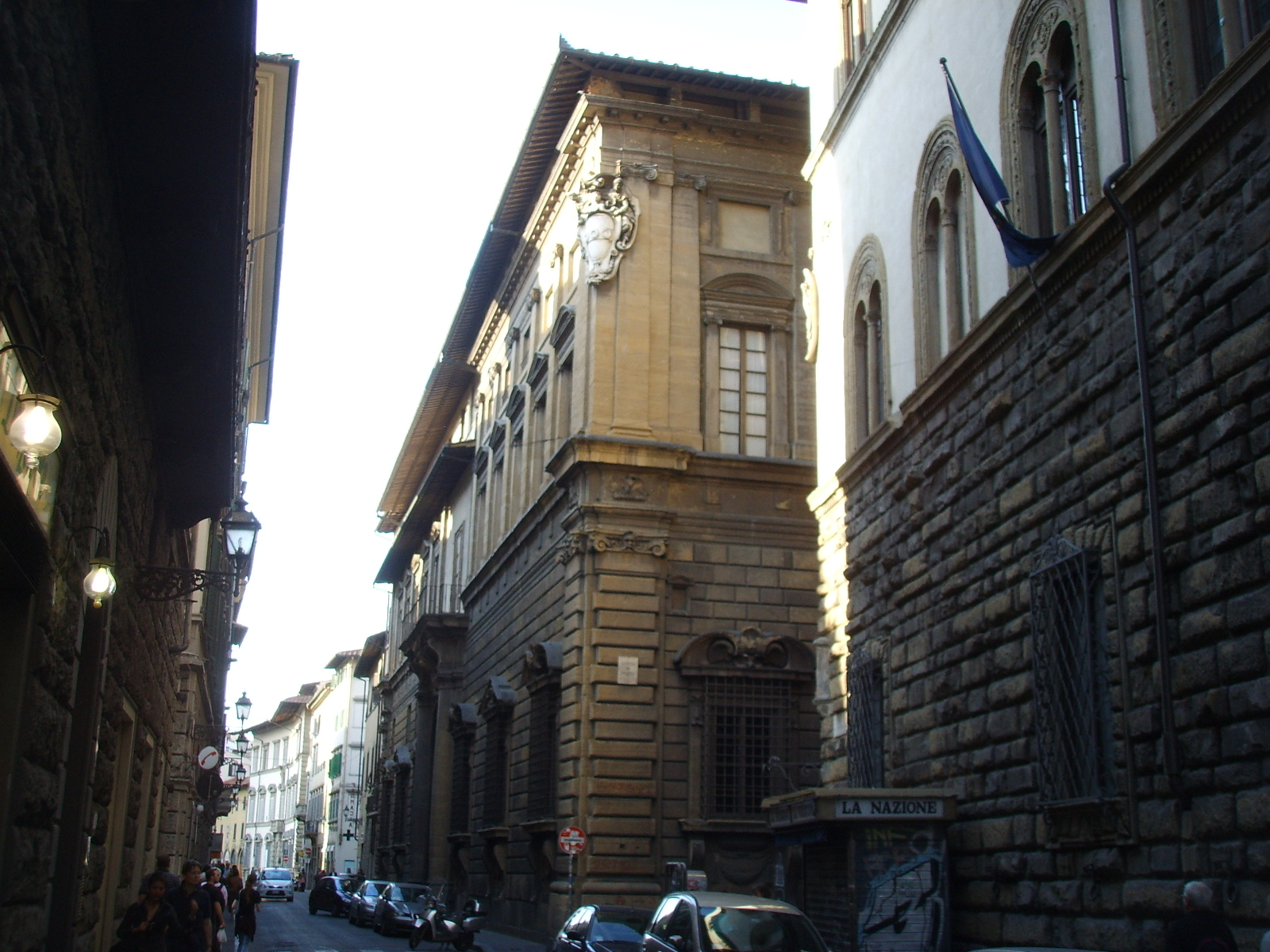
Au 5 rue des Balestrieri, en face du Palazzo Nonfinito, Lorenzini fréquente avec ses amis étudiants une nouvelle librairie, la maison Paggi, qui accèdera à la notoriété grâce à lui.

Renonçant à l'aube dès l'été 1842, il fait sa rhétorique et sa philosophie à Florence dans un établissement piariste, le séminaire Saint Jean (it). Libre, il habite, non loin du domicile d'alors de sa tante, un petit appartement du quartier du monastère Sainte-Apollonie. Tout en suivant les cours, il rembourse son inscription et paie son loyer grâce à quelques menus emplois à la principale librairie de la ville, la maison Piatti, via Vacchereccia, mais interrompt son cursus en 1844 quand il est embauché pour travailler au catalogue de son employeur, dans l'imprimerie que celui possède via Calimala.
La maison Piatti est aussi l'éditeur de Jean-Baptiste Niccolini, écrivain patriote et libéral, c'est-à-dire favorable à l'indépendance italienne et à un régime laïc, que le jeune homme admire. Sa tâche amène Carlo Lorenzini à la bibliothèque Rinuccini (it), où il lie une amitié indéfectible avec l'archiviste Giuseppe Aiazzi, qui est aussi administrateur de la librairie. Celui-ci lui obtient dès 1845 l'autorisation d'accès à l'Index et l'introduit à l'écriture journalistique.
L'aspirant journaliste publie une première critique musicale, intitulée La Harpe, le 29 décembre 1847 dans l'Italie musicale, revue milanaise que dirige, en marge de la Rivista Europea, le révolutionnaire mazzinien Carlo Tenca. Il commence sa carrière en animant la rubrique Théâtre de La Revue de Florence (it), laquelle soutiendra au début d'avril 1849 le coup d'état avorté de Francesco Domenico Guerrazzi. Il accompagne ainsi la faveur du public pour le théâtre, que Jérôme Pagliano (it), un pharmacien enrichi par son sirop de « longue vie » Centherbes, baryton à ses heures, gratifie de ce qui deviendra en quelques années le théâtre Pagliano.

#### Avoir vingt et un ans pendant la révolution (mars-août 1848).
En mars 1848, l'Europe se soulève contre l'absolutisme. À Paris, Louis Philippe renversé par la Révolution du 24 février, un Gouvernement provisoire met en place la Deuxième République. En Allemagne, la Révolution de mars l'imite par des gouvernements libéraux. À Vienne, les émeutes conduisent le Chancelier Clément de Metternich à démissionner le 13 et le 17, Lajos Kossuth obtient la création d'un gouvernement autonome hongrois. Le 18, Milan dresse les barricades. Le 20, les Polonais de Silésie se soulèvent.
À Turin, la première guerre d'indépendance italienne commence le 23. À Florence, Carlo Lorenzini est enrôlé avec son frère aîné, Paolo, par son patron, Giulio Piatti, dans un corps expéditionnaire de quatre-cent-cinquante étudiants toscans. Avec les volontaires napolitains, ils rejoignent à Curtatone, près de Mantoue, les 2e et  10e régiments d'infanterie des Abruzzes de l'armée bourbonnaise (it), face au verrou défensif des troupes autrichiennes, le « quadrilatère des forteresses ».

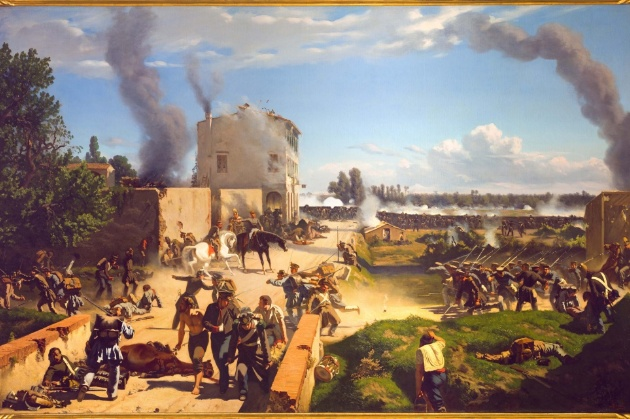
La Bataille du pont de Montanara.

Le 29 mai à Montanara (it), le général De Laugier donne un coup d'arrêt à l'offensive du maréchal Radetzky, qui dispose de cinq fois plus de canons, quatre fois plus d'hommes, et fait mille-deux-cents prisonniers, dont cinq-cents blessés. Le sacrifice héroïque des étudiants à la défense en rase campagne du pont sur le Mincio permet, le lendemain à Goito, aux bersagliers du général La Marmora de faire reculer les Autrichiens et diffère de douze jours la contre offensive qui conduira à la défaite de Custoza mais Carlo Lorenzini a perdu cent-soixante-huit camarades toscans et cent-quatre-vingt-trois napolitains.

### Vivre de sa plume.

#### Il Lampione, journal satirique (1848-1849).
Quelques mois après l'armistice signé par Salasco, Giuseppe Aiazzi trouve au soldat Carlo Lorenzini un poste de coursier au Sénat du Grand Duché. Le père de celui-ci est emporté en septembre par la maladie qui frappe toute sa famille et le laisse, ainsi que son frère ainé Paolo, en position de soutien de famille. Pour faire face, il complète sa très modeste pension de fonctionnaire par des piges.
Les quelques économies réalisées sont complétées par un des deux oncles paternels, Lorenzo Lorenzini, modeste commerçant de Cortone, et utilisées à la fondation d'un journal satirique, Le Lampion (it). Carlo écrit. Paolo gère l'entreprise. Carlo Lorenzini reste très dépendant de sa famille. Hébergé un temps par son aîné, via de' Rondinelli (it), il s'installe à la fin de l'année 1849 chez son autre frère, Ippolito, lequel travaille avec le second mari de leur sœur, un couturier très en vue de la via Martelli.
Outre des articles anonymes, pas toujours exempts d'une certaine misogynie, qui fustigent en particulier, dans la ligne mazzinienne, les communistes, Carlo Lorenzini écrit dans son journal pour la rubrique Physiologie des portraits caricaturaux, ébauche d'une typologie balzacienne de la comédie révolutionnaire. Le journal publie deux cent vingt deux numéros mais doit s'arrêter au bout de neuf mois, quand, le 11 avril 1849, le gouvernement de Francesco Domenico Guerrazzi, dans la confusion qui suit la dafaite de Novare, est renversé.

#### Correspondant musical itinérant (1850-1852).
Démission ou renvoi, Carlo Lorenzini quitte son emploi au Sénat le lendemain, 12 avril, alors qu'une contre révolution rappelle Léopold de Hasbourg sur le trône de Toscane, mais il est réintégré en juin. Le Lampion (it) ne reparait pas.
Impécunieux, il se consacre à la traduction d'un conte de Michel Masson, qui paraît à l'automne en feuilleton dans l'Italie musicale. Il devient critique de spectacles musicaux itinérant pour cette revue spécialisée milanaise. Tout en livrant des critiques littéraires, dramatiques ou artistiques à divers autres journaux, L'Opinion (it), Le National (it), la Gazzetta d'Italia, il voyage à travers l'Emilie et la Lombardie jusqu'à ce qu'il soit mis fin à son contrat, en 1852. Il est alors embauché comme le critique en titre de L'Art, revue qui publient de jeunes auteurs engagés, tel Ippolito Nievo.

#### Scaramuccia, journal de la modernité (1853-1856)
En 1853, Carlo Lorenzini a acquis suffisamment de reconnaissance pour quitter cette revue et espérer réussir, pour son second essai, dans la sienne propre. Scaramouche sera une revue littéraire consacrée au théâtre et, contrairement au Lampion (it), ne se limitera pas à un registre satirique. Il choisit pour collaborateur Pietro Fanfani (it), un spécialiste de la langue italienne à l'heure où celle-ci se cherche un nouveau standard et où lui-même ambitionne un Risorgimento littéraire et linguistique, à travers le théâtre populaire florentin de la commedia dell'arte et de la stenterellata. Il donne sa chance à un jeune étudiant, fils d'émigré napolitain, Pietro Coccoluto Ferrigni (it), bientôt connu sous le pseudonyme de Yorick fils de Yorick, et en fait le correspondant de Scaramuccia à Sienne. Dès 1854, il enflamme l'opinion en incendiant le pompeux Rodolphe de Giovanni Prati et en dénonçant l'académisme qu'honnissent les « Macchiaioli », ses amis peintres véristes du bar Elvetichino et du Caffè Michelangiolo avec lesquels il prend l'habitude de boire excessivement.
Son style direct marque une étape vers la modernité de la langue italienne. Il est salué par Pietro Coccoluto Ferrigni (it) comme celui qui a élevé l'écriture journalistique au rang d'art. Il s'essaie au genre dramatique mais est censuré, puis au roman, et à un nouveau genre burlesque, qui mêle dans une intrigue diffluente des caricatures de voyageurs à un guide touristique pour la nouvelle ligne de chemin de fer Florence Livourne. Un roman en vapeur parait en 1856 et est bien reçu.
Il continue de publier chez des confrères, tel Le Spectateur (it) qu'a fondé l'historien Celestino Bianchi (it) après avoir été déchu, pour militantisme pro Savoie, de sa chaire de l'Institut de la Très Sainte Annonciade. Il doit prendre un pseudonyme quand, en 1856, il s'offre le plaisir d'écrire dans une revue humoristique, La Lentille (it). Ce sera Collodi, le village de son enfance.

#### Un rêve de théâtre (1856-1859)
Au-delà de son métier de critique dramatique, il s'engage en mars de cette année 1856 pour une troupe de théâtre populaire typique, le Theâtre romandiole (it) picène, et en prend la charge de secrétaire. Les multiples démarches entreprises pour cette compagnie jusqu'en octobre 1857 entre Ancône, Bologne et Florence se compliquent d'un amourachement malheureux pour la mezzosoprane Giulia Sanchioli, de huit ans sa cadette. A trente ans, il éprouve ce qu'il n'a jusqu'alors jamais connu au travers de multiples aventures sentimentales de basse qualité. C'est alors qu'il publie une critique sociale acerbe en forme de parodie des Mystères de Paris qui frôle le surréalisme, Les Mystères de Florence.
Au printemps 1858, il est de nouveau correspondant pour L'Italie musicale, prétexte à une errance amoureuse entre La Scala de Milan et le Regio de Turin. Il finit par s'effacer devant un rival avocat quand la cantatrice qu'il poursuit lui signifie ne vouloir entretenir avec lui qu'une relation professionnelle.

### Censeur éditorialiste

#### Second engagement pour la liberté (mars-août 1859)

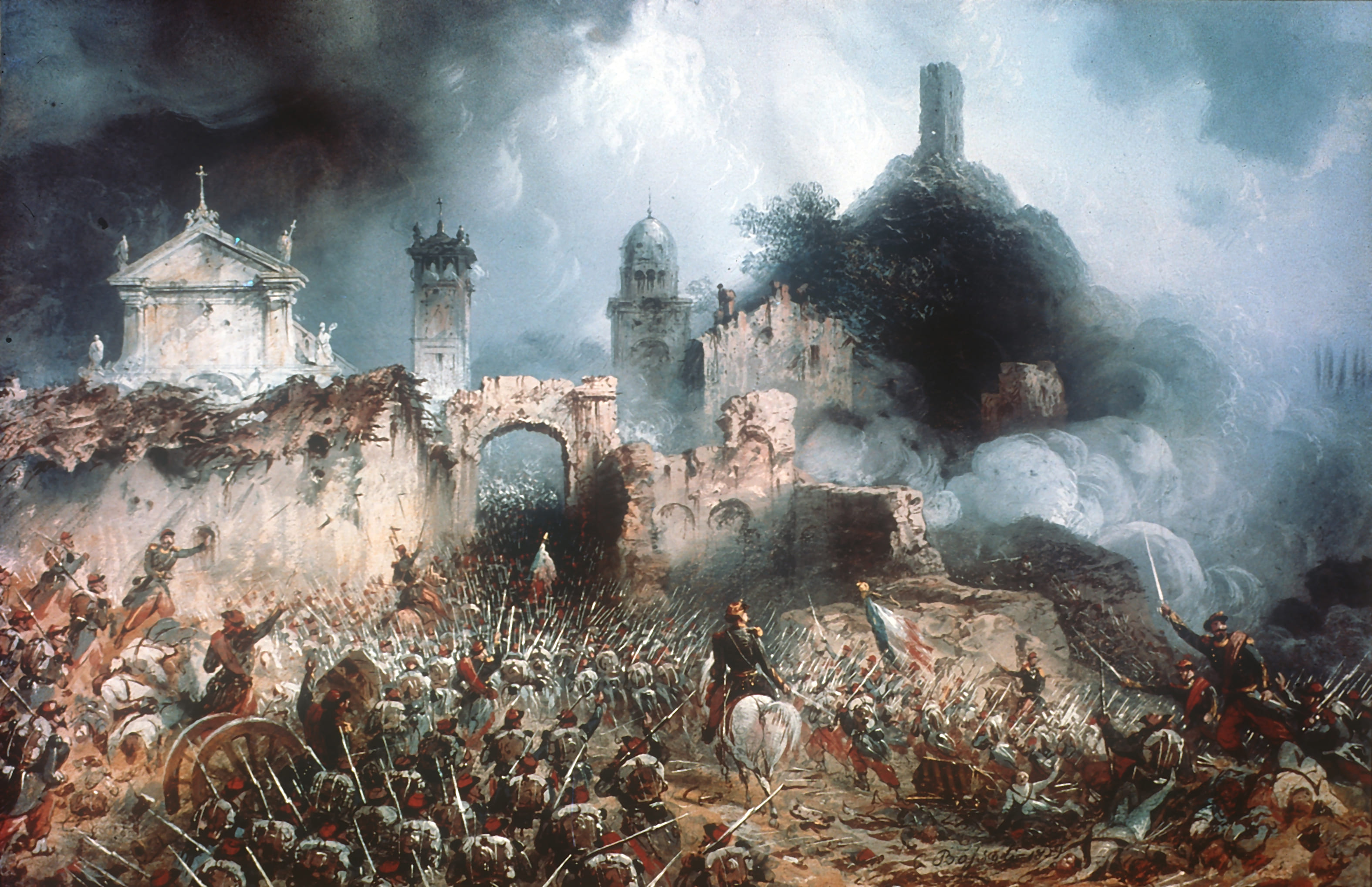
Solférino, 24 juin 1859. Comme le peintre
Carlo Bossoli, Carlo Lorenzini appartient à cette génération romantique qui, élevée dans le souvenir de l'épopée révolutionnaire, a connu deux guerres.

Le 22 mars 1859, un plébiscite appelle au rattachement de la Toscane, sur laquelle règne le petit-fils de feu l'empereur d'Autriche, au futur royaume d'Italie. Le 26 avril, en réponse aux accords de Plombières signés secrètement entre la France de Napoléon III et la Savoie de Cavour, l'empire d'Autriche envahit le Piémont. A trente deux ans, Carlo Lorenzini s'engage à Turin comme simple soldat dans l'armée piémontaise (it) et combat une seconde fois pour l'indépendance italienne.
La bataille de Solférino est la première à faire l'objet de comptes rendus journalistiques qui font prendre conscience aux masses en quelles boucheries finissent les rêves d'héroïsme. C'est un désastre politique pour ceux qui ont vaincu militairement. L'armistice de Villafranca signé le 12 juillet, remet en place le pouvoir hasbourgeois à Florence et renvoient Carlo Lorenzini et ses amis, démobilisés en août, à leurs illusions perdues.

#### Plumitif de l'unité italienne (1859-1861)
Rentré à Florence, Carlo Lorenzini est sollicité en décembre 1859 par son ami Celestino Bianchi (it) pour rédiger un pamphlet en réponse au projet néoguelfe que vient de publier Eugène Alberi (it). Celui-ci, érudit qui a été proche du Grand Duc Léopold, propose une restauration du pouvoir bonapartiste et appelle, selon les vœux de Napoléon III, Jérôme Bonaparte sur le trône d'une Toscane qui, comme le prévoyait le projet de « fusion douanière (it) » de 1847, ne céderait rien au pouvoir piémontais dans une fédération des États Unis d'Italie soudée par le catholicisme. Avec verve, Carlo Lorenzini, anticlérical, ne manque pas dans sa réponse d'ironiser sur les succès certains de ceux qui flattent le picrocholisme des peuples.
Son alcoolisme est devenu assez patent pour que sa mère lui fasse promettre de plus mettre les pieds au Falchetto, le bar situé en face du plus voyant Bottegone (it), via Martelli, où il a ses habitudes. En février 1860, le marquis de Ginori (it) obtient de Bettino Ricasoli, chef du Gouvernement provisoire de Toscane (it) favorable aux Savoie, qu'il lui donne un poste, peu rémunérateur, d'aide commis au bureau de la censure. Il y a l'occasion de lire tout le théâtre qui se produit sur scène en Toscane.
Son ami Alexandre d'Ancône lui confie une campagne de propagande en faveur du rattachement de la Toscane au royaume de Sardaigne que doit décider en mars un second plébiscite. Elle parait dans les colonnes de l'hebdomadaire La Nation, qui est le porte voix du baron Ricasoli, c'est-à-dire au-delà de l'unité italienne, de l'ordre moral et de la censure. Le 12 mars 1860, 366 571 voix, contre 14 925, votent pour le rattachement. En mai, Carlo Lorenzini devient simple journaliste appointé de La Nation. C'est, avec sa paie, pour relancer, dès le 15 mai, son journal satirique Le Lampion (it) interrompu en 1849. Son frère aîné Paolo, devenu directeur de la manufacture de porcelaine du marquis de Ginori, sert de nouveau de prête-nom.
En novembre, il se rend à Milan à la rencontre du cercle des écrivains de la revue Le Crepuscule (it) qu'anime Carlo Tenca. Le florentin est adopté et nommé secrétaire d'une commission chargée de préparer « le Panthéon italien », une collection des auteurs majeurs de la littérature italienne, à commencer par Dante. Le projet s'inscrit dans la suite de la publication des manuscrits de Galilée qu'ont réalisé en 1842, à l'initiative du Grand Duc Léopold, Eugène Alberi (it) et son jeune adjoint Celestino Bianchi (it).
Sur décision du roi Victor Emmanuel, Florence devient capitale d'une Italie sans Rome et sans Pape le 17 mars 1861. À la fin du mois, lui et son frère abandonnent la direction du Lampione (it), qui recevra le soutien de Garibaldi, sera aussitôt censuré et s'arrêtera définitivement en 1877. Il collaborera occasionnellement avec son ancien journal. Pour inaugurer la nouvelle capitale, une exposition industrielle est organisée. Carlo Lorenzini se voit confier à cette occasion la rédaction d'un guide historique illustré de la manufacture Ginori, que dirige son frère Paolo. En fait, il ne peut que reprendre un opuscule signé dans des circonstances semblables vingt ans plus tôt par Eugène Alberi (it).

#### Rond de cuir aigri (1862-1874)

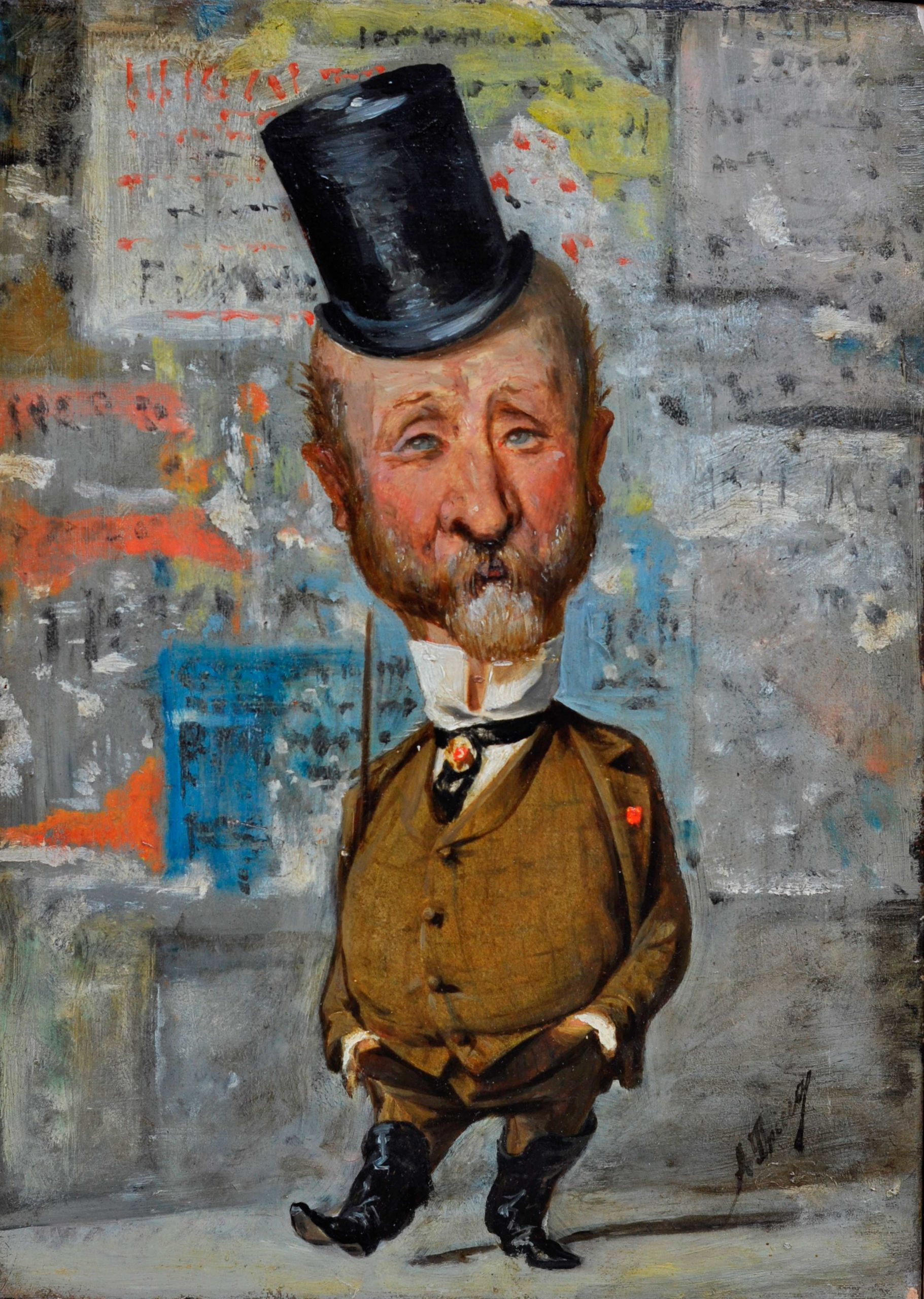
Carlo Collodi caricaturé par Angiolo Tricca en 1875, avant même la célébrité conférée par Les Aventures de Pinocchio.

En 1862, Carlo Lorenzini adhère à la Société d'encouragement du théâtre. En 1864, il est promu secrétaire de seconde classe de l'administration de la province de Florence. Il lui faudra attendre dix ans pour passer première classe. Son emploi au bureau de la censure, point de vue unique sur le théâtre vivant, n'a plus l'attrait de ses débuts. À l'insatisfaction de la carrière du fonctionnaire, s'ajoute le manque de reconnaissance pour l'écrivain. Ses quelques romans et ses trois pièces de théâtre n'ont pas eu un grand succès.
En 1868, le ministre de l'instruction publique (it), Émile Broglio (it), le nomme membre à titre extraordinaire du « conseil pour la compilation du vocabulaire en usage dans le florentin », entreprise devant aboutir à un dictionnaire à laquelle il apportera une moindre contribution. L'Italie de la Droite historique, l'abus de décrets, le programme fiscal, le désespèrent. En 1870, il s'insurge par voie de presse contre l'augmentation de la taxe sur la farine (it) décidée par le ministre des finances Quintino Sella.
Les chroniques qu'il donne à divers journaux, La Nazione, La Gazzetta del popolo, Il Fanfulla (it), que fonde en 1870 son ami Pietro Coccoluto Ferrigni (it), montrent un observateur de la vie politique toujours plus désabusé. Le projet politique de sa jeunesse tourne en scandales financiers, querelles de personnes, lois absurdes. Il finira par publier, le 30 janvier 1876, une lettre ouverte adressée au président du Conseil Marco Minghetti, Delenda Toscana, dans laquelle il propose de faire disparaître du monde la Toscane. La « Révolution parlementaire » du 18 mars 1876 ne le dupera pas. L'année suivante, il dénoncera la loi sur l'école primaire (it) du ministre de l'instruction publique (it) Michele Coppino qui rend celle-ci obligatoire mais en confie le financement à des communes indigentes, poussant par là la jeunesse catholique et riche hors de la république, vers des établissements privés.

### La littérature enfantine.

#### Une pédagogie neuve (1875-1880)
En 1875, le frère aîné de Carlo Lorenzini, Paolo, parvient au sommet de sa carrière de directeur de la manufacture de porcelaine du marquis de Ginori. En plus de l'appartement de vacances qu'il possède depuis une quinzaine d'années à Livourne, il acquiert une maison de campagne dans le quartier du Castello (it), la villa Rapi. Située en face de la Villa Corsini, ce fut celle du jardinier des Médicis. Carlo Lorenzini y séjourne lui-même souvent. Ce n'est qu'alors que, quinquagénaire, il commence à écrire pour les enfants, avant même la naissance, en 1876, de son neveu Paolo (it), qui deviendra en quelque sorte son successeur. Les frères Philippe et Félicien Paggi (it), éditeurs de livres scolaires, lui commandent une adaptation en italien des Contes de Perrault, de ceux de la comtesse d'Aulnoy et de la marquise de Beaumont. Le recueil, illustré par le jeune Enrico Mazzanti, parait l'année suivante sous le titre Les Contes de la fée.
La réalisation des frères Paggi (it) répond au projet politique d'une instruction publique dans l'Italie nouvelle et à la préoccupation d'une pédagogie à l'adresse des futurs citoyens. Elle ouvre la voie à un jeune confrère de Carlo Collodi, Edmondo De Amicis, et à la littérature enfantine italienne. Lui-même invente en 1877 le personnage de Petit Jeannot (it) et en 1878 celui de P'tit' Miette (it), héros de récits d'aventures moraux auxquels le jeune lecteur puisse s'identifier. Deux ans plus tard, Collodi fait du premier de ces personnages, Giannettino (it), le héros de l'équivalent cisalpin du Tour de la France par deux enfants.
Parallèlement, il travaille à se construire une image d'écrivain en recueillant ses meilleurs articles de presse, qu'il publie en 1880 et 1881 en trois volumes distincts.

#### Pinocchio, pantin de mauvais bois (1881-1882)

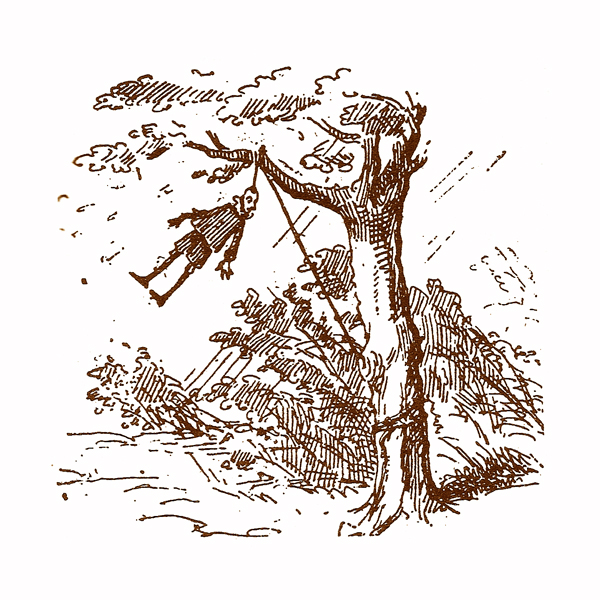
Pinocchio pendu au grand chêne, illustration d'Enrico Mazzanti pour l'édition de 1883 du suicide qui, initialement, clôturait le conte.

Dès qu'il le peut, en juin 1881, Carlo Lorenzini demande son droit à la retraite. Le député Ferdinando Martini, une des plumes du quotidien Il Fanfulla (it), vient de fonder un sous titre de ce journal destiné aux enfants, le Giornale per i bambini, dans l'intention de renouveler la littérature enfantine. Il en a confié la rédaction à un vieil ami de Carlo Lorenzini, Guido Biagi. Celui-ci insiste auprès de celui-là pour qu'il fournisse matière à impression. De mauvaise grâce, pour rembourser des dettes de jeux, dit-on, Carlo Collodi, payé vingt centimes la ligne, soit cinq de moins que le tarif, loin des cinquante qu'offre Il Fanfulla (it), écrit trois premiers chapitres de L'Histoire d'une marionnette, « un enfantillage ».
Le choix d'une marionnette pour servir de personnage principal répond à son intérêt pour le théâtre populaire, intérêt qu'il partage avec son ami Pietro Coccoluto Ferrigni (it), lequel publiera en 1884 une Histoire des marionnettes, qui fait toujours référence.
Le Journal des enfants publie la suite de L'Histoire d'une marionnette à partir du 4 août en feuilleton. Le quinzième et dernier chapitre, publié le 27 octobre 1881, s'achève sur le suicide par pendaison de la marionnette mais, sur l'insistance de Biagi, Les Aventures de Pinocchio reprennent, sous ce nouveau titre, de février 1882 à janvier 1883 jusqu'à un ultime trente sixième chapitre. La production n'est pas régulière. Entretemps, Carlo Lorenzini perd sa mère, avec laquelle il vivait. En juin, pour le mettre à l'abri de tout divertissement, il est logé dans le quartier aristocratique du Castello (it), à côté de l'hôtel Beau repos, 29 rue de la Petraia, qu'il quitte le 23 novembre 1882.

#### Pilier des éditions Paggi (1883-1890)
La mort de sa mère est un deuil dont il ne se remettra pas. En 1883, il prend pour deux années la direction d'Il Fanfulla (it), auquel il avait collaboré dès 1871. En février, le feuilleton Les Aventures de Pinocchio est rassemblé par les Éditions Paggi (it) en un volume. Illustré par le jeune Enrico Mazzanti, l'ouvrage devra, dès 1886, être réédité trois fois, tant le succès est grand, une cinquième édition, elle aussi corrigée, étant confiée en 1890 à un sous-traitant.
Physiquement amoindri, à cinquante neuf ans, Carlo Lorenzini vit replié sur lui-même, consacrant son temps exclusivement à l'écriture, s'ennuyant durant les deux mois de vacances livournaises. Il publie successivement un nouveau conte, Le Cadeau de fin d'année, une évocation de sa carrière de journaliste sous titrée Mémoires d'un tire à la ligne, et, pour les frères Paggi (it), la série des Giannettino (it).
Rentré du casino Borghese, où il a, avec son ami Yorick (it), ses habitudes à la table de la tressette (it), en passant chez le professeur Angelo Zalla pour lui recommander une enseignante candidate à l'Institut des Institutrices (it), Carlo Collodi meurt brusquement au soir du 26 octobre 1890, au moment de franchir le seuil de sa porte. Il est enterré au cimetière des Portes Saintes près de la basilique San Miniato al Monte de Florence dans le tombeau familial des Lorenzini, où un buste lui est dressé.
Son neveu écrivain, Paolo (it) dit Collodi Nipote, porté par la notoriété du pseudonyme de son oncle, aura une certaine célébrité, notamment aux États-Unis. Son plus grand succès, Suzy et Biribi (it), paru en 1902, exploite la même veine du livre humoristique pour enfants.

## Œuvres

### Romans
- Cuore e d'una Soffitta., in G. Garibaldi, Strenna di Garibaldi del giornale Il Lampione (it), Grazzini, Giannini & Cie, pp. 94-118, Florence, 1853, « Roman de poche ».
- Un romanzo in vapore. Da Firenze a Livorno. Guida storico-umoristica, Mariani, Florence, 1856.
- I misteri di Firenze. Scene sociali, Fioretti, Florence, 1857.

### Drames
- Gli amici di casa. Dramma in due atti, Riva, Florence, 1856 ; Romei, Florence, 1862.
- Gli estremi si toccano, in Il Lampione, 1861.
- La coscienza e l'impiego, 1867.
- Antonietta Buontalenti, 1867-1871.
- L'onore del marito, 1870.

### Essais
- Il sig. Albèri ha ragione! , Cellini, Florence, 1859.
- La manifattura delle porcellane di Doccia. Cenni illustrativi, Grazzini, Giannini e C., Florence, 1861.
- Un'antipatia. Poesia e prosa. Memorie d’un caccialepre., Perino, Rome, 1885.

### Florilèges
- Macchiette, Brignola, Milan, 1880.
- Occhi e nasi, Paggi (it), Florence, 1881.
- Ricordi dal vero, Florence, 1881.

### Contes
- I racconti delle fate. Voltati in italiano, Paggi (it), Florence, 1876.
- Le avventure di Pinocchio. Storia di un burattino, Paggi, Florence, 1883, rééd. 1886, rééd. 1887, rééd. 1888, réed. R. Bemporad & figlio, Florence, 1890.
- Il regalo del Capo d'Anno, Paravia, Turin, 1884.

### Manuels scolaires
- Giannettino (it). Libro per i ragazzi, Paggi (it), Florence, 1877.
- Minuzzolo (it). Secondo libro di lettura, Paggi, Florence, 1878.
- La grammatica di Giannettino per le scuole elementari, Paggi, Florence, 1883.
- L'abbaco di Giannettino. Per le scuole elementari, Paggi, Florence, 1884.
- Libro di Lezioni per la seconda classe elementare, secondo gli ultimi programmi, Paggi, Florence, 1885.
- La geografia di Giannettino. Adottata nelle scuole comunali di Firenze, Paggi, Florence, 1886.
- Il viaggio per l'Italia di Giannettino, Paggi, Florence,

vol. I L'Italia superiore, 1880.
vol. II L'Italia centrale, 1883.
vol. III L'Italia meridionale, 1886.
- Storie allegre. Libro per i ragazzi, Paggi, Florence, 1887.
- Libro di Lezioni per la terza classe elementare secondo gli ultimi programmi, Paggi, Florence, 1889.
- La lanterna magica di Giannettino. Libro per i giovanetti, Bemporad, Florence, 1890.

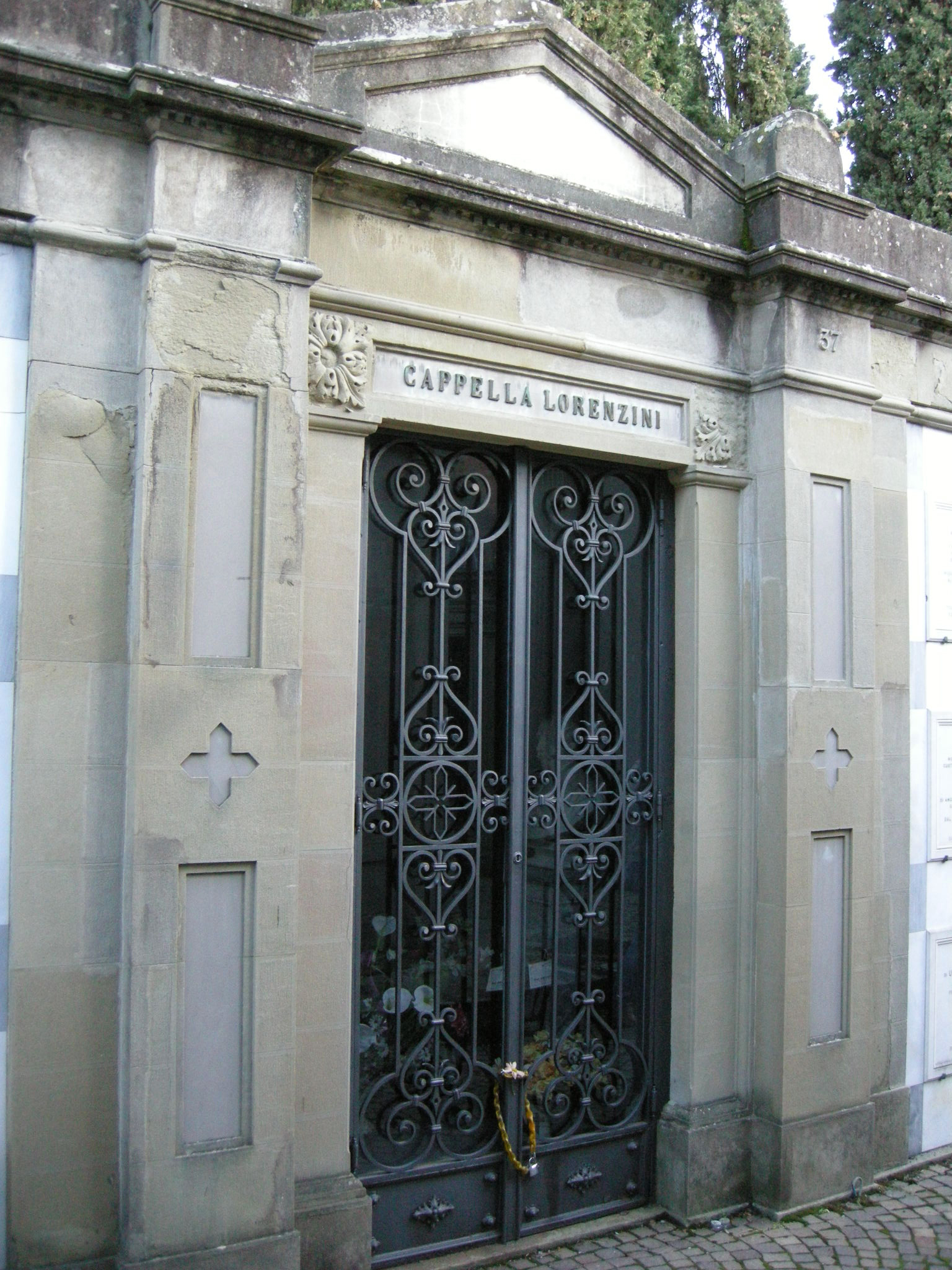
La Chapelle des Lorenzini, lieu de sépulture de Carlo Collodi au Cimetière des Portes Saintes à Florence.

### Éditions posthumes
- Divagazioni critico-umoristiche, recueillies par Giuseppe Rigutini, Bemporad, Florence, 1892.
- Note gaie, recueillies par Giuseppe Rigutini, Bemporad, Florence, 1892.
- Bettino Ricasoli, Camillo Cavour, Luigi Carlo Farini, Daniele Manin. Biografie del Risorgimento pubblicate in occasione delle onoranze fiorentine a Carlo Lorenzini, Marzocco, Florence, 1941.
- I ragazzi grandi. Bozzetti e studi dal vero, par Daniela Marcheschi ; Sellerio, Palerme, 1989.
- Cronache dall'Ottocento, par Daniela Marcheschi, ETS, Pise, 1990.
- Opere, A. Mondadori, Milan, 1995.  (ISBN 88-04-40075-7).
- Il viaggio per l'Italia di Giannettino, collection Il Genio Vagante, Leading Edizioni, Bergame, 2006.